# Голиков (овраг)
Голиков — овраг с пересыхающей рекой в России, находится на территории Котовского и Жирновского районов Волгоградской области. Длина реки составляет 11 км, площадь водосборного бассейна 94,9 км².
Начинается северо-восточнее небольшого дубово-ясеневого леса. Направление течения — сначала западное, затем северо-западное. Местность вокруг открытая. Устье реки находится в 50 км по левому берегу реки Бурлук у деревни Моисеево. Основные притоки — овраг Бражин (пр) и Крутой (лв).

## Данные водного реестра
По данным государственного водного реестра России относится к Донскому бассейновому округу, водохозяйственный участок реки — Медведица от впадения реки Терса и до устья, речной подбассейн реки — Дон между впадением Хопра и Северского Донца. Речной бассейн реки — Дон (российская часть бассейна).
Код объекта в государственном водном реестре — 05010300312107000008946.